# Pavillon de plongée

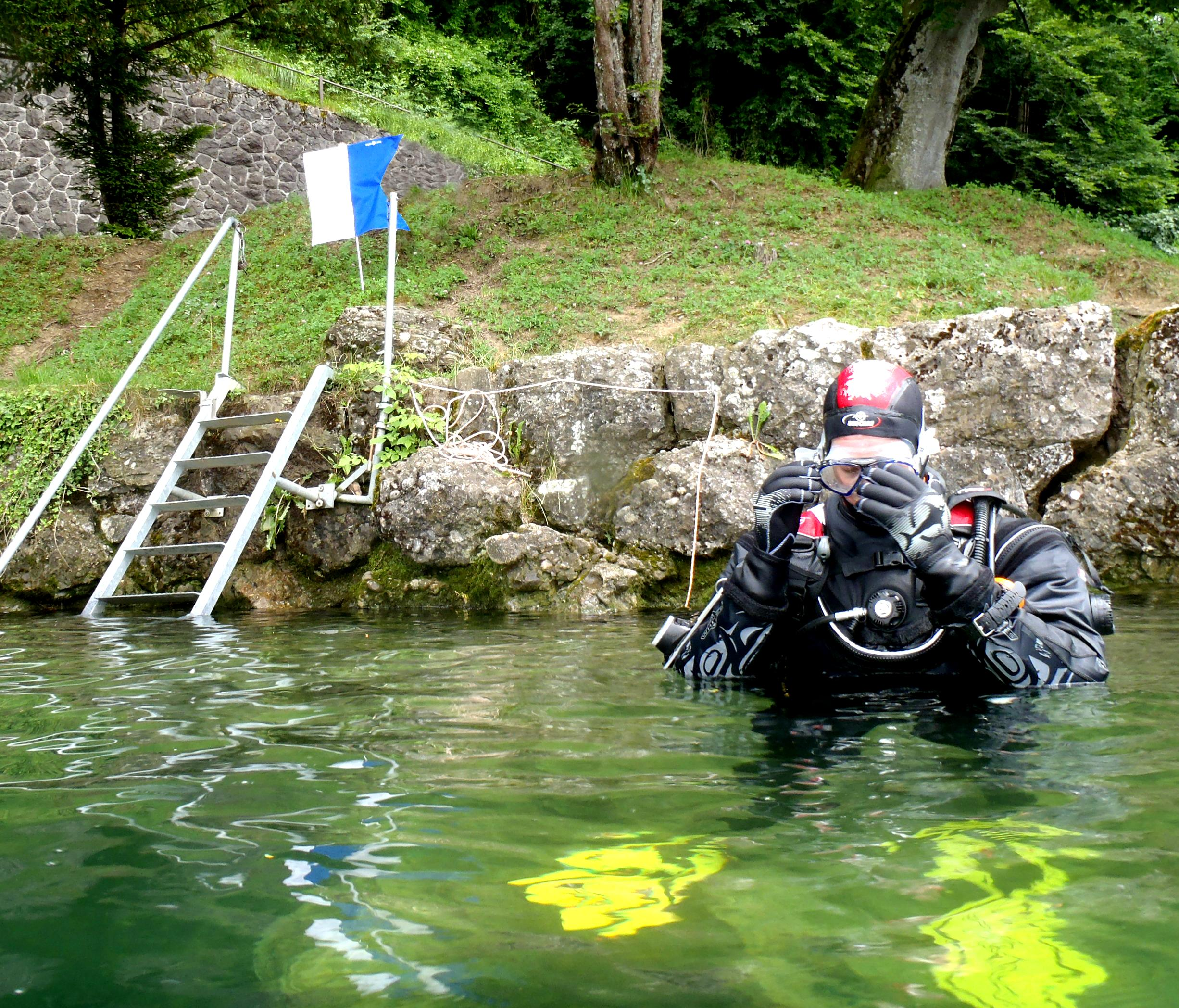
Un plongeur se prépare à plonger devant le pavillon alpha.

Les pavillons de plongée sont des drapeaux qui permettent de signaler aux usagers de la mer ou des voies de navigations intérieures la présence d'un ou de plusieurs plongeurs bouteille, chasseurs sous-marins ou apnéistes dans l'eau, ce qui leur permet d'adapter leur comportement en conséquence.
On distingue trois pavillons utilisés en plongée :
- le pavillon Alpha du code international des signaux maritimes, pour les embarcations accompagnant les plongeurs ;
- le pavillon de plongée, rouge avec une diagonale blanche, placé sur les bouées pour signaler les plongeurs en mer ;
- le pavillon rouge à croix de saint André blanche qui est une alternative au précédent.

## Sur les bateaux, le pavillon Alpha

Pavillon Alpha du code international des signaux maritimes.

Depuis 1969, le pavillon Alpha du code international des signaux maritimes, utilisé seul sur un navire, indique la présence de scaphandriers en cours d'exécution et que le navire a une capacité de manœuvre restreinte en raison des activités de plongée. Ce pavillon peut également indiquer qu'un ou plusieurs apnéistes ou chasseurs sous-marins sont à l'eau ou sous l'eau.
Ce pavillon, qui est reconnu par la CMAS, impose aux autres navires une vitesse réduite et de ne pas approcher à moins de 100 mètres en mer (règlementation pour la région Atlantique, et pour la région Manche et Mer du Nord). En eaux intérieures (cours d'eau), le Code européen des voies de navigation intérieure (CEVNI) indique simplement que « Tout bateau doit se tenir à une distance suffisante » (article 6.37).
Le pavillon doit être rigide et d'au moins 0,5 mètre de dimension verticale et visible sur tout l'horizon. Une boule noire doit aussi se trouver en haut du mât si le bateau est au mouillage. Le pavillon Alpha avec ses couleurs blanche et bleue peut s'avérer difficile à repérer en mer. Certains lui adjoignent aussi un pavillon rouge avec une diagonale blanche, habituellement utilisé sur les bouées, plus visible. Dans ce cas le pavillon doit se trouver sur une drisse séparée.

## Sur les bouées en mer, le pavillon rouge avec une diagonale blanche

Pavillon rouge avec une diagonale blanche.

Afin de remédier au manque de visibilité du pavillon Alpha sur les bouées de plongée en mer, le pavillon rouge avec une diagonale blanche a été popularisé en 1956 par le vétéran de l'US Navy Denzel James Dockery, du Michigan. Il sera par la suite repris dans différentes réglementations avant de s'imposer pour cet usage. On le retrouve surtout sur les bouées de plongée afin de signaler les plongeurs isolés, mais on peut le trouver également sur les bateaux au mouillage. Il sert à indiquer les endroits où il y a un ou plusieurs plongeurs bouteille, apnéistes ou chasseurs sous-marins à l'eau. Il impose aux autres navires les mêmes contraintes que le pavillon Alpha (vitesse réduite, distance de sécurité).

### Alternative: le pavillon rouge à croix de saint André blanche

Pavillon rouge à croix de saint André blanche.

D'usage similaire au précédent, ce pavillon est également vu de temps en temps sur les bouées utilisées par les apnéistes et chasseurs sous-marins pour se signaler. Il impose aux navires les mêmes contraintes que le pavillon Alpha (vitesse réduite, distance de sécurité).